# テキーラ・サンセット
テキーラ・サンセット (Tequila Sunset) とは、テキーラをベースとする、フローズンスタイルのカクテル。

## 由来
グラスの底から昇る朝日をイメージしたテキーラ・サンライズに対して、ピンク色と泡状の白い氷が夕焼けを思わせることから。

## 標準的なレシピ
- テキーラ - 45ml
- レモン・ジュース - 45ml
- グレナデン・シロップ - 2tsp
- 氷
- レモン・スライス
- マラスキーノ・チェリー

## 作り方
1. テキーラ、レモン・ジュース、グレナデン・シロップを氷とともにミキサーにかける。
2. グラスに注ぎ、レモン・スライスとマラスキーノ・チェリーを飾る。